# Faro de Kéréon
El faro de Kéréon es un faro del litoral de Bretaña, en Francia. Se encuentra en un arrecife del mar de Iroise, en el estrecho de Fromveur, entre la isla de Molène y la isla de Ouessant, en el departamento de Finisterre. Construido entre 1907 y 1916, fue el último faro de Francia en ser automatizado, en 2004.

## Historia

### Trabajos preliminares
Desde 1903 la Comisión de los Faros, dependiente del ministerio de Obras Públicas francés, proyectaba instalar una luz a proximidad de la isla de Bannec, al sureste de la isla de Ouessant, para permitir la navegación nocturna en el peligroso y muy transitado pasaje de Fromveur. Al poco tiempo de iniciarse la construcción del faro de la Jument al otro lado del pasaje marítimo, el ingeniero Le Corvaisier dirigió en el verano de 1906 unas operaciones de reconocimiento de los arrecifes en los que se pudiese establecer una torreta provista de una luz automática.
Se optó por la roca llamada Men Tensel, el más avanzado de los arrecifes que desde la isla Molène avanzan hacia Ouessant, siendo este el punto el más estrecho del paso marítimo y en consecuencia el de corrientes de marea más potentes. El mar deja la roca al descubierto solo en épocas de mareas vivas, un periodo en el que la corriente marina alcanza una velocidad de 7 nudos; además no hay estoa en el estrecho de Fromveur, y las mareas altas siguen las bajas sin periodo de calma que se pueda aprovechar. El equipo encargado de reconocer la zona en el verano de 1906 tardó 3 meses en conseguir pisar la roca, y el reducido tiempo en el que se podía permanecer sobre ella solo pudo ser compensado por el avance de la construcción en altura.
Como siempre en casos de construcción de faros aislados en el mar (los llamados "infiernos" por los fareros), las obras se desarrollaban de mayo a septiembre, aprovechando el verano. En 1907 se realizaron 43 desembarcos en los que se efectuaron las tareas de preparación de la construcción, y se levantaron 60 m³ de cimientos. Al año siguiente, se añadieron 140 m³ de mampostería con los que casi se finalizaban los cimientos. Las obras de construcción de la torre propiamente dicha empezaron en 1909, tras 3 años de preparativos. Unas circunstancias imprevistas modificaron sin embargo el proyecto inicial.

### Construcción del faro
En enero de 1910, la señora Le Baudry dirigió una carta al ministro de Obras Públicas en la que le ofrecía una suma de 585.000 francos para que se levantara un verdadero faro en la roca Men Tensel a fin de honrar la memoria de su tío abuelo, Charles Marie le Dall de Kéréon, y que se diera su nombre al faro. La donación fue aceptada y se proyectó la construcción de un faro habitado y hecho de piedra maciza en vez de una simple torreta. Para evitar los errores cometidos en la construcción del faro de la Jument, se diseñó un basamiento y una torre mucho más voluminosos, de unos 3000 m³ en total, cuando el faro de la Jument contaba con 1720. Se aprobó un presupuesto total de 750.000 francos, y se impusieron unas normas de seguridad para los trabajadores y el material nunca vistas hasta entonces en la construcción de un faro en el mar. 
La Primera Guerra Mundial ralentizó las obras debido a que la mayoría de los obreros estaban movilizados y que la guerra en el canal de la Mancha dificultaba el transporte de los materiales, en particular del cemento que procedía del puerto de Boulogne-sur-Mer. La guerra encarecía también los precios, por lo que fue necesario aprobar un crédito suplementario que elevaba el coste total de la construcción hasta 975.000 francos, convirtiéndolo en el más caro de los faros franceses. A pesar de la guerra, la luz fue encendida por primera vez el 25 de octubre de 1916.
El faro de Kéréon es el último de los faros monumentales construidos en Francia. Su construcción fue un éxito arquitectónico y el lujo desplegado en sus instalaciones interiores no fue nunca igualado: las paredes del salón de honor, situado en la quinta planta, están revestidas de paneles de roble de Hungría, y su piso es un parqué de roble con marquetería de ébano y de caoba; las paredes la caja de la escalera están soladas con baldosas de cerámica, y los guardianes disponen de muebles camas de madera labrada al estilo bretón.
El aprovisionamiento en víveres, agua, carburante y materiales, así como el relevo de los fareros se efectuaban cada 15 días, cuando el tiempo lo permitía. Como es imposible arrimarse al faro, hombres y materiales se intercambiaban mediante un "balón" que se deslizaba sobre un cable de acero tendido desde un barco que se mantenía a una distancia prudente.

### Evolución de la fuente de energía
La luz del faro funcionaba con petróleo y fue electrificada en 1972. Se instaló un generador eólico en lo alto de la linterna y dos grupos electrógenos aseguraban el funcionamiento de la señal sonora. Los fareros siguieron viviendo en el faro para vigilar las instalaciones.
El faro de Kéréon fue el último de los faros franceses en el mar en ser automatizado. Desde enero de 2004, su funcionamiento es controlado a distancia desde el centro de control del faro de Créac'h, en Ouessant. Se ha mantenido la calefacción en funcionamiento, se instalaron deshumidificadores, y se realizan visitas periódicas de mantenimiento en helicóptero.